# Interstate 640 (Tennessee)
Pour les articles homonymes, voir Route 640.
L'Interstate 640 (I-640) est une autoroute auxiliaire ouest–est à Knoxville, dans le Tennessee. Elle sert de voie de contournement pour l'I-40 autour du centre-ville de Knoxville est constitue aussi une route alternative pour le trafic entre l'I-40 et l'I-75. Elle a une longueur de 10,8 miles (17,4 km) et passe environ à trois miles (4,8 km) au nord du centre-ville à travers les banlieues nord de Knoxville.
Pour ses premiers 2,9 miles (4,7 km), l'I-640 forme un multiplex avec l'I-75. Les numéros de sortie de ce multiplex sont numérotés en fonction du millage de l'I-640.
La route qui constitue maintenant l'I-640 a d'abord été planifiée par la ville de Knoxville en 1945 et initiée par la Federal Aid Highway Act de 1956, comme plusieurs autres autoroutes du système des Interstates. La construction a commencé au début des années 1960 et s'est achevée en 1982.

## Description du tracé

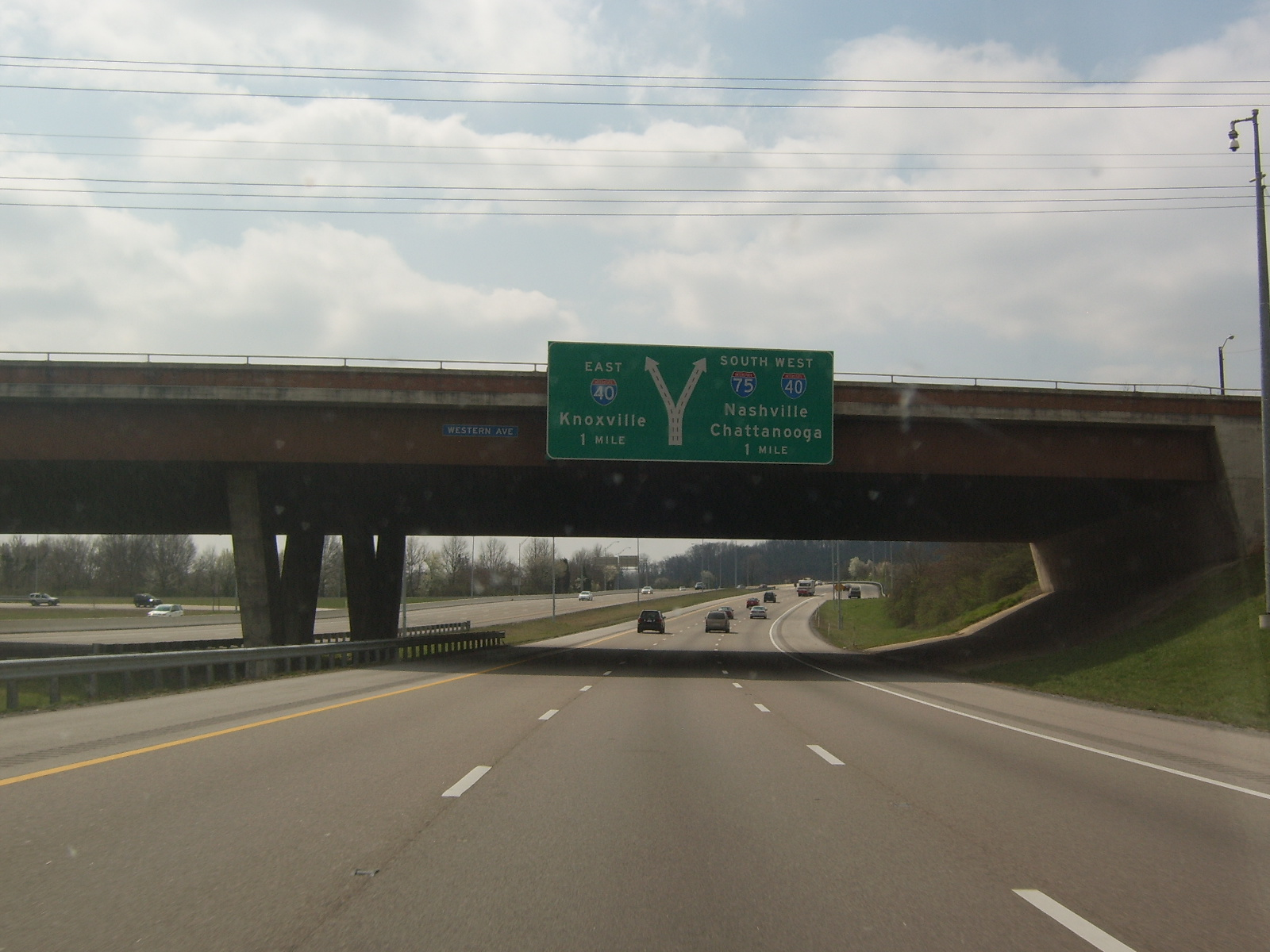
L'I-640 ouest à Western Avenue.

L'I-640 a trois voies dans chaque direction sur tout son parcours. Elle débute à l'ouest du centre-ville de Knoxville à la jonction avec l'I-40 / I-75. À partir de cette jonction, l'I-640 et l'I-75 forment un multiplex. Les numéros de sortie sont ceux de l'I-640 qui est considérée comme la route principale. L'autoroute se dirige vers le nord et passe sous la SR 169 sans échangeur. Elle croise ensuite SR 62. Elle se dirige vers le nord-est pour effleurer Dutch Valley. Un peu plus loin, l'I-640 croise, dans un changeur inhabituel, US 25W, l'I-75 et le terminus nord de l'I-275.
À cet échangeur, l'I-75 se détache du multiplex et se dirige au nord vers Lexington, Kentucky alors que la US 25W et la SR 9 débutent un multiplex non-indiqué avec l'I-640. L'autoroute poursuit sa trajectoire vers le nord-est et croise la US 441. Plus loin, l'I-640 traverse une voie ferrée de la Norfolk Southern Railway. Après avoir traversé la voie ferrée, l'I-640 bifurque vers l'est et le sud-est. Elle croise deux voies locales et il s'agit de ses derniers échangeurs avant son terminus est. L'I-640 atteint alors son terminus est au croisement avec l'I-40 dans les limites est de Knoxville. L'I-40 se dirige à l'est vers Asheville, Caroline du Nord.

## Liste des sorties
| Interstate 640                            |              |       |       |        |                                                |                                                                                  |
| Comté                                     | Municipalité | mi    | km    | Sortie | Intersections / Destinations                   | Notes                                                                            |
| Knox                                      | Knoxville    | 0,00  | 0,00  | —      | I-40 ouest / I-75 sud – Nashville, Chattanooga | Terminus ouest; terminus ouest du multiplex avec I-75; sortie 385 de l'I-40      |
| Knox                                      | Knoxville    | 0,00  | 0,00  | —      | I-40 est – Knoxville                           | Sortie direction ouest, entrée direction est; sortie 385 de l'I-40               |
| Knox                                      | Knoxville    | 1,60  | 2,60  | 1      | SR 62 (en) (Western Avenue)                    |                                                                                  |
| Knox                                      | Knoxville    | 3,30  | 5,30  | 3B     | Gap Road vers US 25W nord – Clinton            | Sortie direction est seulement                                                   |
| Knox                                      | Knoxville    | 3,60  | 5,80  | 3B     | US 25W nord – Clinton                          | Pas de sortie direction est; terminus ouest du multiplex avec US 25W / SR 9      |
| Knox                                      | Knoxville    | 3,60  | 5,80  | 3A     | I-75 nord / I-275 sud – Knoxville, Lexington   | Terminus est du multiplex avec I-75; sortie 3 de l'I-275 et sortie 107 de l'I-75 |
| Knox                                      | Knoxville    | 6,00  | 9,70  | 6      | US 441 (Broadway) / Old Broadway               | Old Broadway indiqué en direction est seulement                                  |
| Knox                                      | Knoxville    | 8,50  | 13,70 | 8      | Washington Pike / Mall Road / Millertown Pike  |                                                                                  |
| Knox                                      | Knoxville    | 10,80 | 17,40 | —      | I-40 ouest – Nashville                         | Sortie direction est, entrée direction ouest; sortie 393 de l'I-40               |
| Knox                                      | Knoxville    | 10,80 | 17,40 | —      | I-40 est – Asheville                           | Terminus est; terminus est du multiplex avec US 25 / SR 9; sortie 393 de l'I-40  |
| - Terminus de multiplex - Accès incomplet |              |       |       |        |                                                |                                                                                  |